# Shohratgarh
Shohratgarh es un pueblo y nagar Panchayat situado en el distrito de Siddharthnagar en el estado de Uttar Pradesh (India). Su población es de 9326 habitantes (2011). 

## Demografía
Según el censo de 2011 la población de Shohratgarh era de 9326 habitantes, de los cuales 4735 eran hombres y 4591 eran mujeres. Shohratgarh tiene una tasa media de alfabetización del 74,08%, superior a la media estatal del 67,68%: la alfabetización masculina es del 79,98%, y la alfabetización femenina del 68,04%.